# Aghori

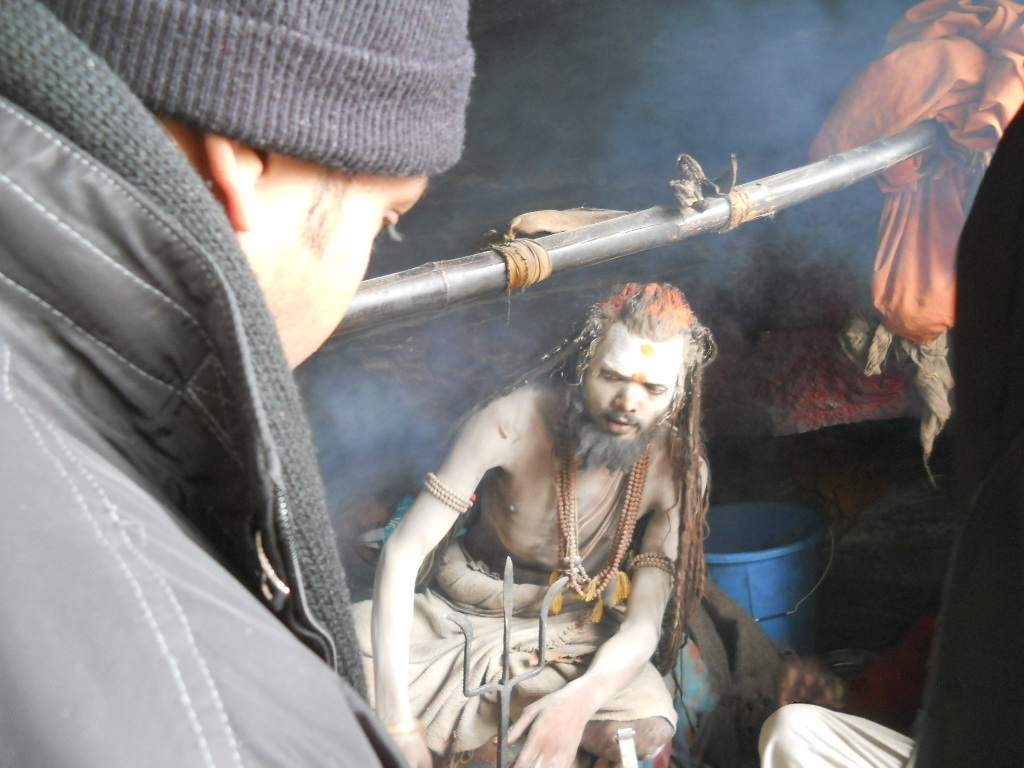
Aghori

Aghori (Sanskrit: अघोर, aghorī, von aghora wörtlich „nicht [a-] fürchterlich [ghora]“) sind eine tausend Jahre alte religiöse Gemeinschaft des shivaitisch tantrischen Hinduismus (Pfad zur linken Hand) in Indien. Sie heben sich besonders durch Ablehnung der traditionell und sozial begründeten Konventionen von der hinduistischen Gesellschaft ab. Die Aghorī der Kina Rama Linie betonen, dass der namensgebende Begriff „a-ghor“ (nicht-fürchterlich) keine bestimmte Gruppe oder Religion bezeichnet, sondern auf einen nicht-dualen spirituellen Zustand verweist, der frei von Hass, Angst und Ablehnung gegenüber allen Menschen, Lebewesen und Dingen ist. Ein „idealer Aghori“ wird hierbei mit der Sonne verglichen, deren Sonnenstrahlen völlig vorurteilsfrei alles erhellen und dabei dennoch nicht von den Dingen, die sie berühren, beschmutzt werden.

## Hintergrund und Lehre
Stifter der heute meistverbreiteten Linie der Sekte ist wahrscheinlich Kina Rama (18. Jhd.), sie gilt aber als Nachfolge-Organisation der berüchtigten tantrischen Sekte der Kapalikas. In Referenzen zu den Kāpālikas finden sich die frühesten historischen Zeugnisse von Traditionen, die denen der Aghor ähneln. Kāpālikas (von kapālin, „Schädelträger“), lebten zwischen dem 7. und 11. Jahrhundert n. Chr. in Nordindien. Aghoris sind bekannt für ihre besonders strenge Askese, weshalb die Anhängerzahl eher gering ist. Sie wird auf ungefähr eintausend geschätzt, einen großen Teil davon findet man in Varanasi, wo sich das wichtigste Zentrum mit dem Grab von Kina Rama befindet. Sie leben an Verbrennungsplätzen, und ihr Kennzeichen ist ein Totenschädel als Bettelschale, der sie ständig an die Vergänglichkeit erinnern soll. Bewusst gebärden sie sich mitunter „verrückt“ in Sprache und Benehmen. Derart extremes Verhalten sei als Ausdruck der Überwindung der Anhaftung an Konzepte und Normen zu verstehen. Ein Großteil ihrer Praktiken wird geheim gehalten. Man munkelt aber, sie würden zu rituellen Zwecken vereinzelt auch Leichenteile und Exkremente essen und ihre Speisen auf Leichenholzresten kochen. Alles, was für Hindus als unrein gilt, diene ihnen zur inneren Reinigung. So essen sie teils auch rohes Fleisch, trinken Alkohol und reiben sich mit der Asche verbrannter Leichen ein.

### Kontroverse Rezeption
Der zentrale Fokus der Aghori auf die kompromisslose Akzeptanz der Unausweichlichkeit von Vergänglichkeit und Tod stellt eine Herausforderung nicht nur für moderne Kulturen dar, welche mehr oder weniger erfolgreich versuchen, diese unausweichlichen Aspekte des Lebens möglichst lange aus der Aufmerksamkeit zu verbannen. Da die Praxis der Aghori zudem der radikalen Umsetzung einer nicht-dualen, monistischen Philosophie entspricht, welche alle erscheinenden Phänomene als gleichwertigen Ausdruck des zentralen Gottes bzw. eines fundamental reinen Bewusstseins betrachtet, steht sie diametral den völlig dualistisch geprägten Reinheitsgeboten der großen Strömungen im Hinduismus und anderer großer Weltreligionen gegenüber. Dementsprechend begegneten Anhänger der Aghori und nahestehender spiritueller Traditionen stets extremen Verleumdungen und Anfeindungen aus der Masse der Gesellschaft. So bezeichnet sie Bhattacharya in seinem 1896 veröffentlichten Buch „Hindu Castes and Sects“ als „die Pest der Gesellschaft“, deren Lehren von erheblicher „Boshaftigkeit“ geprägt seien. Inwieweit derartige Zuschreibungen auf tatsächlichen Begebenheiten beruhen oder vielmehr der blühenden Fantasie der Kritiker entspringen, ist umstritten. Wie Svoboda anmerkt, ziehen die Aghori selbst jedoch auch einen Nutzen daraus: Wenn sie ihre nackte Haut mit Asche bedecken und Obszönitäten von sich geben, ist es unwahrscheinlich, dass Neugierige zu nahe kommen, so dass sie sich gänzlich ungestört ihrer spirituellen Praxis widmen können.
Darüber hinaus ist der ausführliche Bericht des Anthropologen Ron Barrett (2008) zu beachten, welcher umfassend darstellt, welch großen Respekt Aghori gerade unter der ärmeren Bevölkerung in Varanasi genießen, da sie sich selbst um schwerkranke verarmte Menschen kümmern, die gänzlich durch die Maschen des medizinischen und gesellschaftlichen Systems gefallen sind.

### Philosophische Einflüsse
Ein von den Aghorī der Kina Rama Linie geschätzter Text ist das Werk Tripurā Rahasya („Das Mysterium jenseits der Dreifaltigkeit“), welches Nicht-Dualität (Sanskrit: advaita) durch Verehrung der weiblichen Urkraft Shakti lehrt. In diesem Text erklärt die Göttin u. a., ihre innigsten Anhänger seien jene, welche die Göttin als ihr inneres Selbst wahrnehmen und sie als den reinen vitalen Lebensstrom schätzen, welcher Körper, Sinne und Geist durchströmt. In diesem Zusammenhang ist zu erwähnen, dass der Name „Aghorī“ bereits in frühsten tantrischen Werken wiederholt für die allwaltende Göttin verwendet wurde. Speziell im bedeutenden Text „Brahmayāmala/Picumata“ aus dem 7./8. Jahrhundert wurde Aghorī nicht nur erstmals als die höchste Göttin dargestellt, sondern ist bereits deutlich mit Ritualpraktiken auf Leichenverbrennungsplätzen verknüpft.
Auch in den frühen Strömungen des buddhistischen Tantra in Indien findet sich bereits ein „Beschützer“ namens „Aghora“, welcher vom Mahasiddha Pha Dampa Sanggye als Schützer der Linie bezeichnet wird. Pha Dampa Sanggye's Lehre des Shiche, die Überlieferungslinie der „Friedensstifter“, gilt wiederum als einer der wichtigsten Einflüsse auf die Lehren der bedeutenden tibetischen Yogini Macig Labdrön, deren primäre spirituelle Praxis des Cö (tib.: gcod), das „Abschneiden“ oder „Durchtrennen“ der Ego-Anhaftung, seit dem 12. Jahrhundert ebenfalls häufig auf Leichenverbrennungsplätzen ausgeübt wird. Vorläufer derartig konfrontativer Kontemplationen auf einem Bestattungsplatz sind unter dem Namen „maraṇasati“ („Vergegenwärtigung des Todes“) bereits im frühsten Buddhismus des Pali-Kanon, beispielsweise im Satipaṭṭhāna Sutta, zu finden. Sie erinnern, dass der eigene Tod jederzeit unerwartet eintreffen kann, um im Angesicht dieser Tatsache jeglichem Zeitverschwenden (d. h. Verstrickungen in alltäglichen Konflikten, Begierden etc., welche wichtig erscheinen, doch allesamt vergänglich sind) zu entsagen und sich stattdessen mit ganzem Herzen dem jeweiligen spirituellen Pfad zu widmen.